# Liste der Baudenkmäler in Engelskirchen
Die Liste der Baudenkmäler in Engelskirchen enthält die denkmalgeschützten Bauwerke auf dem Gebiet der Gemeinde Engelskirchen im Oberbergischen Kreis in Nordrhein-Westfalen (Stand: März 2011). Diese Baudenkmäler sind in der Denkmalliste der Gemeinde Engelskirchen eingetragen; Grundlage für die Aufnahme ist das Denkmalschutzgesetz Nordrhein-Westfalen (DSchG NRW).

| Bild                                                     | Bezeichnung                                              | Lage                                    | Beschreibung | Bauzeit | Eingetragen seit | Denkmal- nummer |
| -------------------------------------------------------- | -------------------------------------------------------- | --------------------------------------- | --- | ------- | ---------------- | --------------- |
| Fachwerkhaus                                             | Fachwerkhaus                                             | Bellingroth Am Lohmühlchen 2            | |         |                  |                 |
|                                                          | Fachwerkhaus                                             | Bellingroth Bellingrother Hof 29        | |         |                  |                 |
| Fachwerkhaus                                             | Fachwerkhaus                                             | Bellingroth Bellingrother Hof 4         | |         |                  |                 |
| weitere Bilder                                           | Ehemalige Wasserburg Haus Ley                            | Bellingroth Haus Ley 1                  | |         |                  |                 |
|                                                          | Villa                                                    | Bellingroth Haus Ley 2-4                | |         |                  |                 |
|                                                          | Fachwerkhaus                                             | Bellingroth Hofstraße 10                | |         |                  |                 |
|                                                          | Fachwerkhaus                                             | Bellingroth Hofstraße 24                | |         |                  |                 |
| Fachwerkhaus                                             | Fachwerkhaus                                             | Bellingroth Hofstraße 4                 | |         |                  |                 |
|                                                          | Fabrikgebäude                                            | Bickenbach Gelpestraße 2                | |         |                  |                 |
|                                                          | Fabrikantenwohnhaus                                      | Bickenbach Gelpestraße 2                | |         |                  |                 |
|                                                          | Wohnhaus                                                 | Bickenbach Neuremscheid 17              | |         |                  |                 |
| weitere Bilder                                           | Oelchens Hammer                                          | Bickenbach Oelchensweg 10               | |         |                  |                 |
|                                                          | Ehemaliges Bürogebäude                                   | Bickenbach Papiermühle 18               | |         |                  |                 |
|                                                          | Wohnhaus                                                 | Bickenbach Papiermühle 4                | |         |                  |                 |
|                                                          | Technisches Baudenkmal                                   | Bickenbach Papiermühle 6, 8, 10         | |         |                  |                 |
| Fachwerkhaus                                             | Fachwerkhaus                                             | Bickenbach Ründerother Straße 4         | |         |                  |                 |
| Elektrizitätswerk Grünscheid                             | Elektrizitätswerk Grünscheid                             | Broich                                  | |         |                  |                 |
| Fußfall aus Sandstein mit kleinem eisernen Kreuz obenauf | Fußfall aus Sandstein mit kleinem eisernen Kreuz obenauf | Engelskirchen Bergische Straße 20       | Sandsteindenkmal mit eisernem kleinen Kreuz obenauf |         |                  |                 |
| Mehrfamilienhaus                                         | Mehrfamilienhaus                                         | Engelskirchen Bergische Straße 42 + 44  | |         |                  |                 |
| Ehemaliges Rathaus                                       | Ehemaliges Rathaus                                       | Engelskirchen Bergische Straße 50       | |         |                  |                 |
|                                                          | 51766 Engelskirchen                                      | Engelskirchen Blumenau 14               | |         |                  |                 |
|                                                          | Gewächshaus                                              | Engelskirchen Braunswerth               | |         |                  |                 |
| weitere Bilder                                           | Villa Engels (Villa Braunswerth) und Park                | Engelskirchen Braunswerth 1-3           | Architekt: Christian Heyden | 1855    |                  |                 |
|                                                          | Kutscherhaus                                             | Engelskirchen Braunswerth 4             | |         |                  |                 |
| Kirche St. Peter und Paul                                | Kirche St. Peter und Paul                                | Engelskirchen Burger Weg 12             | |         |                  |                 |
| Fachwerkhaus (Küsterhaus)                                | Fachwerkhaus (Küsterhaus)                                | Engelskirchen Burger Weg 16             | |         |                  |                 |
| Wegekreuz                                                | Wegekreuz                                                | Engelskirchen Edmund-Schiefeling-Platz  | |         |                  |                 |
| Fabrikgebäude mit Wasserkraftzentrale                    | Fabrikgebäude mit Wasserkraftzentrale                    | Engelskirchen Engels-Platz 2            | |         |                  |                 |
|                                                          | Wolllager in Fachwerk                                    | Engelskirchen Engels-Platz 4            | |         |                  |                 |
|                                                          | Fabrikgebäude                                            | Engelskirchen Engels-Platz 4            | |         |                  |                 |
| Ehemalige Schreinerei und Schlosserei                    | Ehemalige Schreinerei und Schlosserei                    | Engelskirchen Engels-Platz 6 + 7        | Ehemalige Schlosserei und Schreinerei, heute Engelmuseum |         |                  |                 |
|                                                          | Wolllager im Zwickel                                     | Engelskirchen Engels-Platz 8            | |         |                  |                 |
| Wegekreuz                                                | Wegekreuz                                                | Engelskirchen Haus Alsbach 1            | Corpus wohl gestohlen, daher Kreuz an Hauswand gesichert |         |                  |                 |
| weitere Bilder                                           | Burg Alsbach                                             | Engelskirchen Haus Alsbach 1            | |         |                  |                 |
|                                                          | Bruchsteingebäude                                        | Engelskirchen Haus Leppe 1              | |         |                  |                 |
| Wohnhaus beim Herrenhaus, Fachwerkhaus                   | Wohnhaus beim Herrenhaus, Fachwerkhaus                   | Engelskirchen Haus Leppe 2              | |         |                  |                 |
|                                                          | Scheune zum Fachwerkbauernhaus                           | Engelskirchen Haus Leppe 2              | |         |                  |                 |
| Fachwerkhaus                                             | Fachwerkhaus                                             | Engelskirchen Horpestraße 4             | |         |                  |                 |
| Wohnhaus                                                 | Wohnhaus                                                 | Engelskirchen Horpestraße 6             | |         |                  |                 |
| Doppelhaus                                               | Doppelhaus                                               | Engelskirchen Im Grengel 2 + 4          | |         |                  |                 |
|                                                          | Fußfall                                                  | Engelskirchen Kirchberg 15              | |         |                  |                 |
| Kirche mit Jugendhaus                                    | Kirche mit Jugendhaus                                    | Engelskirchen Märkische Straße 26-30    | |         |                  |                 |
| Fachwerkhaus                                             | Fachwerkhaus                                             | Engelskirchen Märkische Straße 49       | |         |                  |                 |
| Fachwerkhaus                                             | Fachwerkhaus                                             | Engelskirchen Märkische Straße 53       | |         |                  |                 |
| weitere Bilder                                           | Stellwerk                                                | Engelskirchen Märkische Straße 55 Karte | Stellwerk am Bahnübergang der B 55. | 1912    |                  |                 |
|                                                          | Vikarie                                                  | Engelskirchen Stürzenberger Weg 36      | |         |                  |                 |
|                                                          | Wohnhaus, Bildstock                                      | Engelskirchen Stürzenberger Weg 38      | |         |                  |                 |
|                                                          | Hofanlage, Wohnhaus                                      | Hardt Haus Selbach 1                    | |         |                  |                 |
|                                                          | Wegekreuz                                                | Hardt Schulberg                         | |         |                  |                 |
|                                                          | Ehemalige Burg                                           | Hardt Unterkaltenbach 31                | |         |                  |                 |
| weitere Bilder                                           | Wohnhaus (Hälfte)                                        | Hollenberg Oberstraße 15                | |         |                  |                 |
| weitere Bilder                                           | Wohnhaus (Hälfte)                                        | Hollenberg Oberstraße 17                | |         |                  |                 |
| weitere Bilder                                           | Wohnhaus                                                 | Hollenberg Oberstraße 23                | |         |                  |                 |
| weitere Bilder                                           | Fachwerkhaus                                             | Hollenberg Unterstraße 3                | |         |                  |                 |
| Fachwerkhaus                                             | Fachwerkhaus                                             | Hollenberg Unterstraße 5                | |         |                  |                 |
| Fachwerkhaus                                             | Fachwerkhaus                                             | Hollenberg Unterstraße 6                | |         |                  |                 |
| Fachwerkhaus                                             | Fachwerkhaus                                             | Hollenberg Unterstraße 7                | |         |                  |                 |
| Ehemaliges Backhaus                                      | Ehemaliges Backhaus                                      | Hollenberg Unterstraße 7 a              | |         |                  |                 |
|                                                          | Fachwerkhaus                                             | Kaltenbach Heinrich-Lambeck-Weg 8       | |         |                  |                 |
|                                                          | Fachwerkhaus                                             | Kaltenbach Im Schimmelhau 1             | |         |                  |                 |
| weitere Bilder                                           | Kreuzkapelle                                             | Loope Am Weidenbach                     | |         |                  |                 |
| Haustein-Werksgebäude (Kraftwerk I)                      | Haustein-Werksgebäude (Kraftwerk I)                      | Loope Ehreshoven 1                      | |         |                  |                 |
| weitere Bilder                                           | Bahnhofsgebäude                                          | Loope Ehreshoven 12–14 Karte            | |         |                  |                 |
| Ehemalige Mühle                                          | Ehemalige Mühle                                          | Loope Ehreshoven 17                     | |         |                  |                 |
| Rentmeisterhaus 155 der Denkmalliste mit Scheune         | Rentmeisterhaus 155 der Denkmalliste mit Scheune         | Loope Ehreshoven 19                     | |         |                  |                 |
| weitere Bilder                                           | Schloss Ehreshoven mit Park und Graben                   | Loope Ehreshoven 21-25                  | |         |                  |                 |
| weitere Bilder                                           | Gutshof vom Schloss                                      | Loope Ehreshoven 27                     | |         |                  |                 |
| Hausteingebäude mit Walmdach (Kraftwerk II)              | Hausteingebäude mit Walmdach (Kraftwerk II)              | Loope Ehreshoven 29                     | |         |                  |                 |
|                                                          | Bildstock mit Lindengruppe                               | Loope Heide                             | |         |                  |                 |
| Wegekreuz Loope                                          | Wegekreuz Loope                                          | Loope Im Hof                            | |         |                  |                 |
| Rochuskapelle                                            | Rochuskapelle                                            | Loope Kapellenweg                       | |         |                  |                 |
| Hängebrücke                                              | Hängebrücke                                              | Loope Kastor Karte                      | |         |                  |                 |
|                                                          | Fachwerkhaus                                             | Loope Lüdenbacher Weg 27                | |         |                  |                 |
| Bildstock                                                | Bildstock                                                | Loope Oberschelmerath                   | |         |                  |                 |
|                                                          | Fachwerkhaus                                             | Loope Unterbüchel 3                     | |         |                  |                 |
|                                                          | Fachwerkhaus                                             | Miebach Heideweg 3                      | |         |                  |                 |
|                                                          | Wohnhaus mit Scheune                                     | Oesinghausen Oetterstaler Straße 30     | |         |                  |                 |
|                                                          | Fachwerkhaus                                             | Osberghausen Buschhausener Straße 13    | |         |                  |                 |
|                                                          | Doppelhaus                                               | Osberghausen Buschhausener Straße 15    | |         |                  |                 |
|                                                          | Fachwerkhaus                                             | Osberghausen Buschhausener Straße 2     | |         |                  |                 |
|                                                          | 2-geschossiges Haus                                      | Osberghausen Eichhardtstraße 10         | |         |                  |                 |
|                                                          | Fachwerkhaus                                             | Osberghausen Eichhardtstraße 14         | |         |                  |                 |
|                                                          | 2-geschossiges Wohnhaus                                  | Osberghausen Eichhardtstraße 16         | |         |                  |                 |
|                                                          | 2-geschossiges Haus                                      | Osberghausen Eichhardtstraße 8          | |         |                  |                 |
|                                                          | Fabrikgebäude                                            | Osberghausen Kölner Straße 45           | |         |                  |                 |
|                                                          | Villa                                                    | Osberghausen Kölner Straße 47           | |         |                  |                 |
|                                                          | Fachwerkhaus                                             | Osberghausen Kölner Straße 58           | |         |                  |                 |
|                                                          | Fachwerkhaus                                             | Osberghausen Kölner Straße 62-64        | |         |                  |                 |
|                                                          | Trasse Wiehltalbahn                                      | Osberghausen Wiehlpuhl                  | |         |                  |                 |
|                                                          | Fachwerkgebäude                                          | Osberghausen Wiehlpuhl 1                | |         |                  |                 |
|                                                          | Bruchsteingebäude                                        | Osberghausen Wiehlpuhl 1                | |         |                  |                 |
|                                                          | Gebäude                                                  | Remerscheid Hahner Straße 51            | |         |                  |                 |
|                                                          | Fachwerkgebäude                                          | Remerscheid Poststraße 15               | |         |                  |                 |
|                                                          | Gebäude                                                  | Remerscheid Poststraße 2                | |         |                  |                 |
|                                                          | Hofanlage                                                | Rommersberg Kippsweg 11 + 13            | |         |                  |                 |
|                                                          | Wegekreuz I                                              | Rommersberg Kippsweg 13                 | |         |                  |                 |
|                                                          | Wegekreuz II                                             | Rommersberg                             | |         |                  |                 |
|                                                          | Fachwerkhaus                                             | Rommersberg Rommersberg 32 a            | |         |                  |                 |
| weitere Bilder                                           | Fachwerkhaus                                             | Ründeroth Alter Markt 17 + 19           | |         |                  |                 |
| weitere Bilder                                           | Bruchsteingebäude                                        | Ründeroth Alter Markt 31                | |         |                  |                 |
| Fachwerkhaus                                             | Fachwerkhaus                                             | Ründeroth Alter Markt 5                 | |         |                  |                 |
|                                                          | Fachwerkhaus                                             | Ründeroth Am Giersberg 4                | |         |                  |                 |
|                                                          | Villa mit Park und Gärtnerhaus                           | Ründeroth Am Hasack 2                   | |         |                  |                 |
| weitere Bilder                                           | Empfangsgebäude mit Güterschuppen                        | Ründeroth Bahnhofstraße 11 Karte        | |         |                  |                 |
| weitere Bilder                                           | Aussichtsturm                                            | Ründeroth Haldy-Turm                    | |         |                  |                 |
|                                                          | Dampfhämmer                                              | Ründeroth Hammerweg                     | |         |                  |                 |
| weitere Bilder                                           | Wohnhaus                                                 | Ründeroth Hauptstraße 10                | |         |                  |                 |
| weitere Bilder                                           | Wohnhaus                                                 | Ründeroth Hauptstraße 12                | |         |                  |                 |
| weitere Bilder                                           | Katholische Kirche                                       | Ründeroth Hauptstraße 22 Karte          | |         |                  |                 |
| weitere Bilder                                           | Fachwerkhaus                                             | Ründeroth Hauptstraße 27                | |         |                  |                 |
| weitere Bilder                                           | Haustein-Schulgebäude                                    | Ründeroth Hauptstraße 31                | |         |                  |                 |
| Alte Hirsch Apotheke                                     | Alte Hirsch Apotheke                                     | Ründeroth Hauptstraße 36                | Das Haus wurde vom Stahlfabrikanten Gustav Zapp errichtet, Sohn von Christian-Peter Zapp, dem ersten Bürgermeisters von Ründeroth. 1865 erwarb der Apotheker Dewies dieses Haus und verlagerte seine Apotheke vom Markt in dieses Haus. Bis zum Jahr 1975 war dies die einzige Apotheke in Ründeroth. Momentan wird das Haus als Arztpraxis benutzt.                                           | 1840    |                  |                 |
| weitere Bilder                                           | Wohn- und Geschäftshaus                                  | Ründeroth Hauptstraße 6 + 8             | |         |                  |                 |
|                                                          | Bruchsteinhaus                                           | Ründeroth Haus Ohl 17                   | |         |                  |                 |
|                                                          | Bruchsteinwohnhaus                                       | Ründeroth Haus Ohl 19                   | |         |                  |                 |
|                                                          | Aussichtsturm                                            | Ründeroth Hohe Warte                    | |         |                  |                 |
| Wohnhaus                                                 | Wohnhaus                                                 | Ründeroth Hohenstein 10                 | |         |                  |                 |
| weitere Bilder                                           | Fachwerkhaus                                             | Ründeroth Markt 1                       | |         |                  |                 |
| weitere Bilder                                           | Evangelische Kirche                                      | Ründeroth Markt 2 Karte                 | |         |                  |                 |
|                                                          | Bruchsteingebäude                                        | Ründeroth Müllensiefener Straße 12      | |         |                  |                 |
|                                                          | Villa                                                    | Ründeroth Oststraße 10                  | |         |                  |                 |
|                                                          | Ehemaliges Rathaus                                       | Ründeroth Rathausplatz 6                | |         |                  |                 |
|                                                          | Diverse Grabmale                                         | Ründeroth Rauscheider Str.              | |         |                  |                 |
| weitere Bilder                                           | Wohnhaus                                                 | Ründeroth Sternentalstr. 1              | |         |                  |                 |
| weitere Bilder                                           | Fachwerkhaus                                             | Ründeroth Sternentalstr. 6              | |         |                  |                 |
|                                                          | Gutshaus                                                 | Ründeroth Walbach 10                    | |         |                  |                 |
|                                                          | Wolff´sche Herrenhäuser                                  | Ründeroth Walbach 7                     | |         |                  |                 |
| Wolff´sche Herrenhäuser                                  | Wolff´sche Herrenhäuser                                  | Ründeroth Walbach 8 + 9                 | |         |                  |                 |
|                                                          | Bruchsteingebäude                                        | Ründeroth Wallefelder Straße 7          | |         |                  |                 |
| weitere Bilder                                           | Wohnhaus                                                 | Ründeroth Wiedenhof 1                   | |         |                  |                 |
|                                                          | Fachwerkdoppelhaus                                       | Schnellenbach Dorfstraße 10             | |         |                  |                 |
|                                                          | Fachwerkdoppelhaus                                       | Schnellenbach Dorfstraße 12             | |         |                  |                 |
|                                                          | Fachwerkhaus                                             | Schnellenbach Dorfstraße 52             | |         |                  |                 |
|                                                          | Fachwerkhaus                                             | Schnellenbach Engelskirchener Straße 43 | |         |                  |                 |
|                                                          | Fachwerkhaus                                             | Schnellenbach Engelskirchener Straße 45 | |         |                  |                 |
|                                                          | Fachwerkhaus                                             | Schnellenbach Im Damm 10                | |         |                  |                 |
|                                                          | Fachwerkhaus                                             | Wahlscheid Thal 22                      | |         |                  |                 |
|                                                          | Fachwerkhaus                                             | Wahlscheid Thal 24                      | |         |                  |                 |
| weitere Bilder                                           | Wohnhaus                                                 | Wahlscheid Wahlscheider Straße 15       | |         |                  |                 |
| Doppelhaus                                               | Doppelhaus                                               | Wahlscheid Wahlscheider Straße 25       | |         |                  |                 |
| Doppelhaus                                               | Doppelhaus                                               | Wahlscheid Wahlscheider Straße 27       | |         |                  |                 |
| weitere Bilder                                           |                                                          | Wallefeld Auf der Mauer 18              | |         |                  |                 |
| Wohnhaus                                                 | Wohnhaus                                                 | Wallefeld Auf der Mauer 24              | |         |                  |                 |
| Fachwerkdoppelhaus (zus. mit Oberdorfstraße 31)          | Fachwerkdoppelhaus (zus. mit Oberdorfstraße 31)          | Wallefeld Bogenweg 2                    | |         |                  |                 |
| weitere Bilder                                           | Fachwerkhaus                                             | Wallefeld Feldstraße 4                  | |         |                  |                 |
| weitere Bilder                                           | Fachwerkhaus                                             | Wallefeld Kurheimweg 5                  | |         |                  |                 |
|                                                          | Fachwerk-Doppelhaus                                      | Wallefeld Oberdorfstraße 11             | |         |                  |                 |
|                                                          | Fachwerk-Doppelhaus                                      | Wallefeld Oberdorfstraße 25-27          | |         |                  |                 |
|                                                          | Fachwerkhaus                                             | Wallefeld Oberdorfstraße 31             | |         |                  |                 |
|                                                          | Wohnhaus                                                 | Wallefeld Oberdorfstraße 6              | |         |                  |                 |
|                                                          | Fachwerkhaus                                             | Wallefeld Unterdorfstraße 20            | |         |                  |                 |
| Fachwerkhaus                                             | Fachwerkhaus                                             | Wallefeld Unterdorfstraße 23            | |         |                  |                 |
| Fachwerkhaus                                             | Fachwerkhaus                                             | Wallefeld Unterdorfstraße 24            | |         |                  |                 |
| weitere Bilder                                           | Fachwerkhaus                                             | Wallefeld Unterdorfstraße 28            | |         |                  |                 |
| weitere Bilder                                           | Wohnhaus                                                 | Wallefeld Unterdorfstraße 29            | 18./19. Jh.; 2-geschossiges Wohnhaus, EG massiv, OG Fachwerk, an einer Giebelseite verbrettert; profilierte Balken, Zierstile, Fußstreben und über Knaggen vorkragendes Giebeldreieck, im Giebel volle Mannsfigur, traufseitiger Eingang mit Türblatt d. 19. Jh. und Gebälkstück; die Fenster im EG haben Sandsteingewände und ürspr. hölzerne Gebälkstücke; heute in einigen Fällen entfernt. |         | 30. Januar 1986  | 113             |
| Fachwerkhaus                                             | Fachwerkhaus                                             | Wallefeld Unterdorfstraße 31            | |         |                  |                 |
|                                                          | Wohnhaus                                                 | Wallefeld Unterdorfstraße 36            | |         |                  |                 |
| weitere Bilder                                           | Haus                                                     | Wallefeld Unterdorfstraße 38            | |         |                  |                 |
| Fachwerkhaus                                             | Fachwerkhaus                                             | Wallefeld Unterdorfstraße 45            | |         |                  |                 |
|                                                          | Fachwerkhaus                                             | Wiehlmünden Gummersbacher Straße 32     | |         |                  |                 |
|                                                          | Fachwerkhaus                                             | Wiehlmünden In den Steinen 6            | |         |                  |                 |
|                                                          | Fachwerkhaus                                             | Wiehlmünden Springerfeld 13             | |         |                  |                 |
|                                                          | Fachwerkhaus                                             | Wiehlmünden Springerfeld 2              | |         |                  |                 |
|                                                          | Teilstück eines Mehrfamilienhauses in Fachwerk           | Wiehlmünden Springerfeld 4              | |         |                  |                 |